# III. Thotmesz
III. Thotmesz vagy más átírásokban Thutmózisz (uralkodói nevén Menheperré; i. e. 1483 körül, ur.: i. e. 1458 – i. e. 1425. március 17.) az ókori egyiptomi újbirodalmat megalapító XVIII. dinasztia hatodik fáraója. Kisgyermekként került trónra apja, II. Thotmesz halála után. Mostohaanyja, Hatsepszut eleinte régensként kormányzott, majd fáraóvá koronáztatta magát, így Thotmesz csak huszonkét évvel később, Hatsepszut halála után kezdhette meg valódi uralkodását.
Az egyik legnagyobb hódító fáraó volt; uralkodása alatt Egyiptom minden addiginál tovább terjeszkedett. Tizenhét hadjárata során Észak-Szíriától a núbiai negyedik kataraktáig terjesztette ki birodalma határait. Több mint ötven templomot épített és jelentősen bővítette a karnaki templomegyüttest is. A Királyok völgyében temették el, fia, II. Amenhotep követte a trónon.

## Családi háttere
II. Thotmesz fáraó és egy mellékfelesége vagy ágyasa, Iszet gyermeke volt. Egy ismert féltestvére volt, apja és a főfeleség, Hatsepszut gyermeke, Nofruré Apja tizenhárom év uralkodás után elhunyt, ekkor Thotmesz még gyermek volt. A gyermekkorú fáraó helyett az özvegy királyné uralkodott régensként.
Közös uralkodásuk 7. évének végére Hatsepszut fáraónak nyilvánította magát. Hatsepszut kijelentette, hogy apja, I. Thotmesz őt jelölte ki örökösének, és még életében kinevezte társuralkodóvá, de erre nincsen semmi bizonyíték.
Nem tudni, mi indította arra, hogy átvegye a hatalmat, de annak a feltételezésnek, hogy Thotmesz neheztelt volna rá emiatt, több bizonyíték is ellentmond. Hatsepszut, bár kétségkívül a domináns szerepet játszotta, mindvégig társuralkodójának tekintette Thotmeszt és tisztelettel bánt vele, egyben igyekezett felkészíteni a kormányzásra, és minden bizonnyal utódjának szánta. Nem valószínű, hogy Thotmesz, aki később Egyiptom egyik legnagyobb harcos fáraójává vált, húsz éven keresztül akarata ellenére tűrte volna, hogy mostohaanyja uralkodjon helyette. A jelek arra mutatnak, Thotmesz elégedett volt a társuralkodói szereppel.
Hatsepszut húsz vagy huszonegy évi uralkodás után hunyt el, és Thotmesz, immár felnőtt férfiként, teljesen megörökölte a birodalmat.

## Uralkodása
Mivel társuralkodóként tekintettek egymásra, Thotmesz első 21 uralkodási éve megegyezik Hatsepszutéval. Egyeduralma 32 évig tartott.

### Hadjáratai
Katonai szempontból Hatsepszut békés uralma az erőgyűjtés idejének számított. Thotmesz rögtön azzal kezdte uralkodását, hogy háborúba indult az Egyiptomtól északkeletre szír-palesztin területeken fekvő államok ellen. A 330 kis (város)állam szövetséget hozott létre, melyet az egyre fenyegetőbb ellenség, Mitanni is támogatott. Thotmesz hadjáratairól részletesen beszámol a karnaki templomban az ún. Krónikák terme. Az első nagy csata Megiddónál zajlott.

#### A megiddói csata

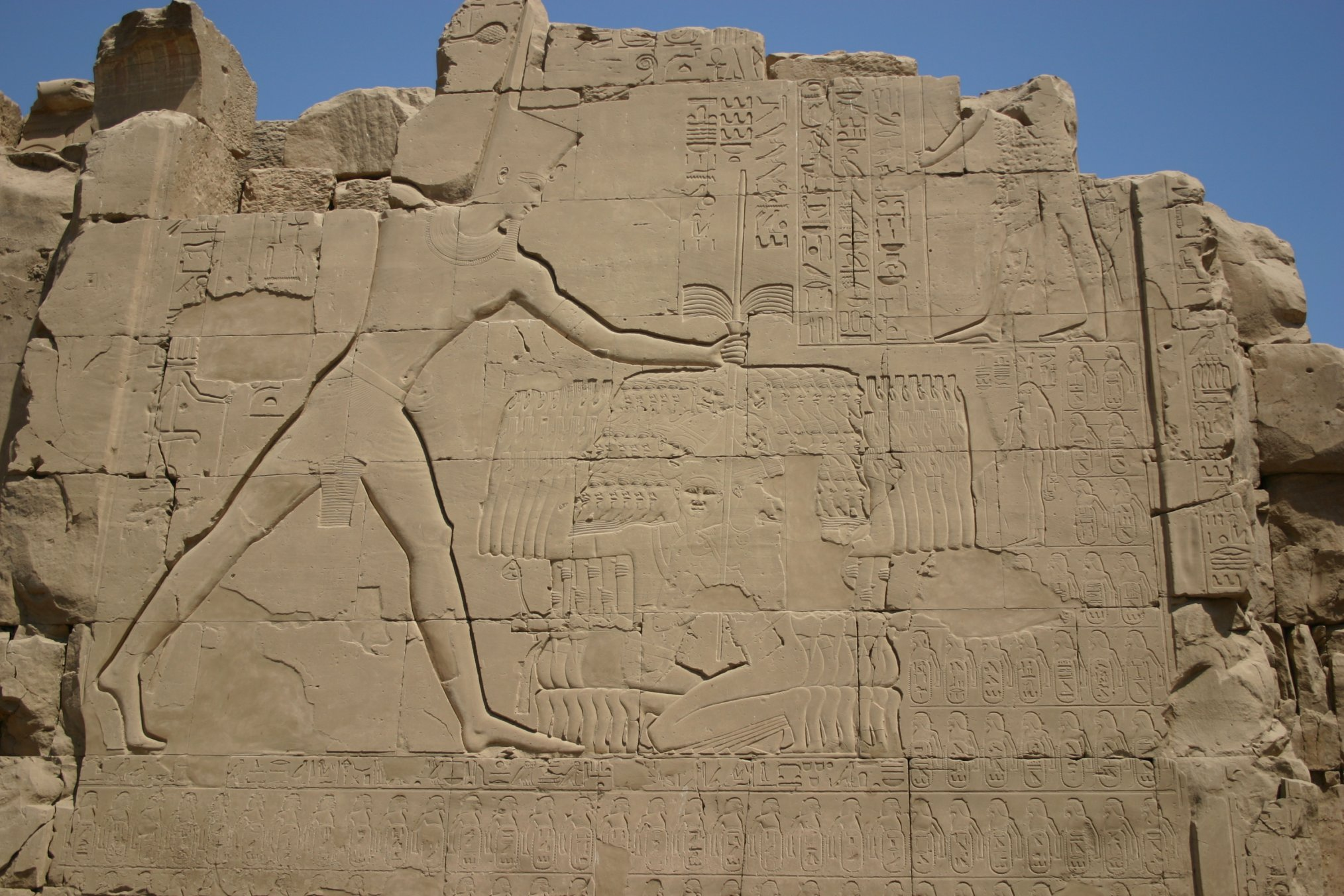
Thotmesz lesújt ellenségeire. A karnaki 7. pülón reliefje

Thotmesz hadjáratának ürügye az volt, hogy helyi zavargásokat kell levernie Saruhen környékén, célja pedig az, hogy egyiptomi fennhatóság alá vonja a terület fontos kereskedelmi útvonalait, illetve azokat a városállamokat, melyek Mitanni vazallusai. Az első hadjárat a 23. évben indult, ekkor Thotmesz és csapatai Tjaru határerődből az egyiptomi fennhatóság alatt álló Gázán át vonultak Megiddó ellen. A gyors támadásnak köszönhetően az egyiptomi sereg nagy győzelmet aratott, és teljesen megsemmisíthette volna az ellenfelet, ha nem áll neki a város elfoglalása helyett az ellenséges tábor fosztogatásának. Megiddó ostroma végül hét hónapig tartott, majd a város megadta magát, de az egyiptomiak nem vonták közvetlen uralom alá, Thotmesz beérte azzal, hogy a szíriai fejedelmek hűséget esküdtek neki és átadták fegyvereiket és harci kocsijaikat. A hadizsákmány hatalmas volt – a pontos feljegyzések alapján 894 harci kocsi, 200 páncélzat (köztük Megiddó és Kádes fejedelméé), több mint 2000 ló és 25 000 más állat. Thotmesz az elkövetkezendő húsz évben több kisebb hadjáratot is indított ugyanebbe a térségbe.

#### A későbbi hadjáratok

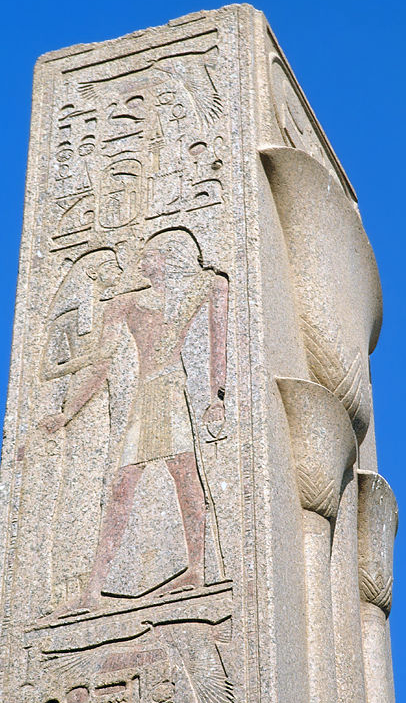
Oszlop a Krónikák termében

Thotmesznek a megiddói csatát követő hadjáratairól kevés a részletes beszámoló. A 29. évben az ötödik hadjárat Ullaza városának elfoglalására irányult, de nem járt tartós sikerrel, mert a 7. hadjárat célja ugyanez volt – Ullazát ugyanis időközben Tunip fejedelme szállta meg. Thotmesznek sikerült a főbb kikötővárosok megszerzésével a Földközi-tenger keleti felének kereskedelmét egyiptomi ellenőrzés alá vonni; az ország egészen az Amarna-korig megtartotta befolyását a térségben. Ezeket a kikötőket támaszponttá kialakítva Thotmesz felkészült a Mitanni elleni háborúra.

#### Mitanni
A 33. évben lezajlott 8. hadjáratot követően kezd Naharin (azaz Mitanni) neve rendszeresen szerepelni az egyiptomi feljegyzésekben. Lehetséges, hogy korábban erre azért nem került sor, mert túl erősnek, túl veszélyesnek tartották őket ahhoz, hogy feltüntessék a műemlékeken. Ez is mutatja Thotmesz Mitanni elleni hadjáratának jelentőségét.
Thotmesz kocsikon vitette hajóit az Eufráteszig, melyen átkelve megtámadta Mitannit, az ellenség azonban kerülte a nyílt összecsapást és inkább eltűrte a pusztítást. Az egyiptomi seregek bevették Kádest, majd visszavonultak. Mitanni ugyan nem pusztult el, de hatalma jelentősen megingott, míg Egyiptom ezzel a hadjárattal a térség legerősebb államává vált. Ez újabb kihívásokat hozott magával. Ekkortól vált az újbirodalmi Egyiptom valódi birodalommá, amelynek állandó hadsereget kellett fenntartania és a diplomáciában és hírszerzésben is komoly hálózatott kellett működtetnie.

#### Núbia
A legújabb Kerma környéki ásatások alapján úgy tűnik, hogy III. Thotmesz uralma alatt, pecsételődött meg véglegesen Kerma királyság sorsa. Az egykori fővárostól, Kermától északra új egyiptomi templomközpont épült itt Dukki Gelben. Felső-Núbia, azaz Kús ettől a kortól került egyiptomi uralom alá, egészen a 4. katarakta vidékéig, vagy talán még tovább. Alsó-Núbiától eltérően itt a helyi fejedelmi családok jelentősen megtartották hatalmukat a helyi közigazgatásban.

### Építkezései
A fáraó főépítésze Ineni volt.

#### Karnak

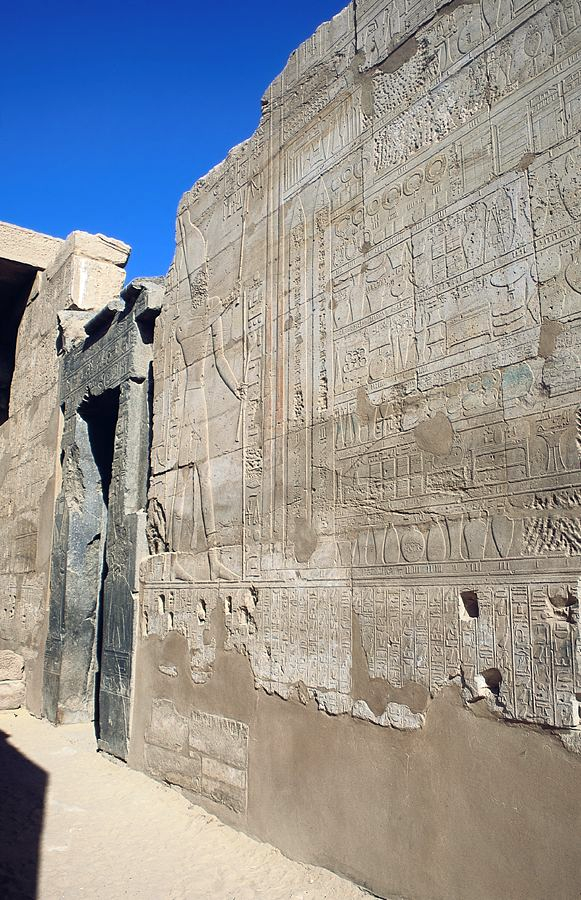
A Krónikák

A győztes hadjáratok alatt szerzett hadizsákmány nagy építkezéseket tett lehetővé. Thotmesz is jelentős bővítéseket végzett a karnaki templomon. Ő csatolta a templomegyütteshez a 6. és a 7. pülónt. A hatodik pülónból nem sok maradt fenn, de még olvasható rajta az északi és déli meghódított népek jegyzéke, melyet az északi, illetve a déli falra írtak fel. Karnakban áll az a templom is, melyet Thotmesz saját maga emlékére, illetve őskultusza tiszteletére emeltetett. Ennek központi oszlopai – szokatlan módon – katonai sátrak rudait idézik. A templom egyik előtere az ún. „botanikus kert”, ahol Thotmesz a hadjáratai során látott egzotikus növény- és állatvilágot ábrázoltatta.
Thotmesz egy feliratán magának Ámonnak a szájába adja a karnaki templomnak juttatott királyi adományok felsorolását: „Felépítetted templomomat az örökkévalóság számára, immár hosszabb és szélesebb, mint korábban volt.” Ezután a király számol be a templom bővítéséről:
„Íme, felségem látta, hogy a déli pülón vályogtéglából, […] a kisebb építmények kőből, a kettős ajtó cédrusdeszkából, az oszlopok fából vannak. Azután felségem megalkotta azokat […] kapuját gránitból, ajtaját rézlemezből […] Felségem kiásta Ámonnak a déli tavat, megújította és megnagyobbította.”
Az I. Amenhotep által emelt mészkőkápolnákat Thotmesz elbonttatta és homokkőből építtette újra. A templomban a Thotmesz uralkodása alatt készült reliefek témáját a király szed-ünnepe, valamint az ázsiai hadjáratok adják. A karnaki templom falaira a 42. évben felírt ún. Krónikák az elsődleges forrás a király ázsiai hadjáratait illetően.
Mut szentélykörzete bejáratának közelében kis bárkaszentélyt építettek Thotmesz és  Hatsepszut idejében, és Ptah számára is templom épült. Thotmesz uralkodása alatt megkezdődött Hatsepszut épületeinek átalakítása is.

#### Halotti templom
Thotmesz Deir el-Baharitól délre, a gurnai hegy mögött építtette fel halotti templomát. Az építkezés még akkor kezdődött, amikor Hatsepszut régens volt Thotmesz helyett. A Henhet-anh („az élet felajánlása”) nevű templomot körülvevő falak részben téglából épültek, részben a környező sziklákból vájták ki őket. A szentély íves mennyezetének díszítése különleges, mert témájával – a nappali és az éjjeli órák megjelenítése – hasonlít a Királyok völgye sírjainak gyakori díszítéséhez. A templomban számos oziriszi szobor állt, illetve egy Hathor-kápolna; feltételezhető, hogy udvara is volt, a napistennek állított oltárral.

#### Más építkezések

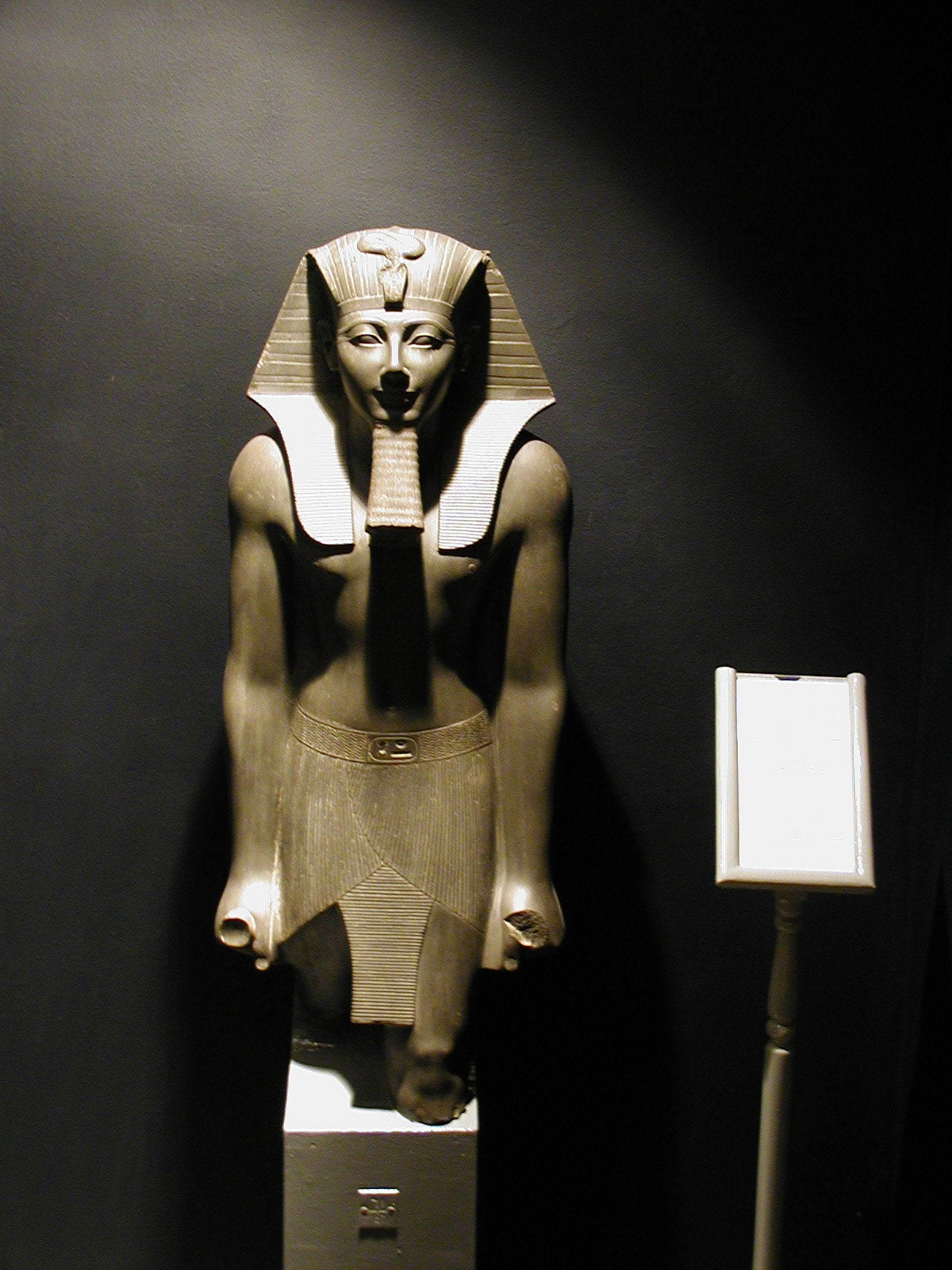
Thotmesz szobra

Medinet Habuban Hatsepszut és Thotmesz uralkodása alatt kezdődött el az ún. Kis templom magjának építése. Az épületet a későbbi dinasztiák uralkodói is bővítették. Nem messze innen Thotmesz befejeztette apja, II. Thotmesz templomát, a Sepszet-anhot („az élet kápolnája”). Ennek már csak körvonalait tudták feltárni.
Dejr el-Bahariban Thotmesz egy szentélyt átalakíttatott saját szentélyévé, és Dzseszer-ahetnek („Szent horizont” vagy „Szent fényhegy”) nevezte el.
Ahmímban is emeltetett egy templomot, mely nem maradt fenn, Ahmímtól északra pedig Min termékenységisten számára építtetett sziklába vájt kis templomot. Bővíttette a denderai templomot
Abüdoszban, Ozirisz templomkörzetétől délnyugatra 1996-ban fedeztek fel egy Thotmesz által építtetett templomot. A gyönyörűen kivitelezett Ozirisz-templom nem volt nagy méretű (alapterülete kb. 9×15 m), mészkőből épült, 2,5 méter vastag pülónja pedig sártéglából. Előtte két szent fa állt, a belső bejárat előtt Thotmesz két hatalmas szobra, mely a királyt Oziriszként ábrázolta.
Egyiptom legészakibb területén, a Deltában még egy építményt sem azonosítottak Thotmesz által emeltetettként, de Minmosze munkafelügyelő felirata utal rá, hogy itt is építkezett. Annál több épülete került elő azonban Délen, többek közt Nehebben, ahol egy kápolnát emeltetett, Elephantinénál, ahol az 1. katarakta istennője, Szatet tiszteletére emelt egy templomot; a második kataraktánál fekvő Buhenben, ahol Hatsepszuttal közös uralkodásuk alatt épült egy templom a buheni Hórusz számára; Gebel Barkalnál, Núbia legdélebbi pontjánál; valamint Gebel Dosánál, ahol egy sziklakápolnája épült.

#### Obeliszkek, szobrok

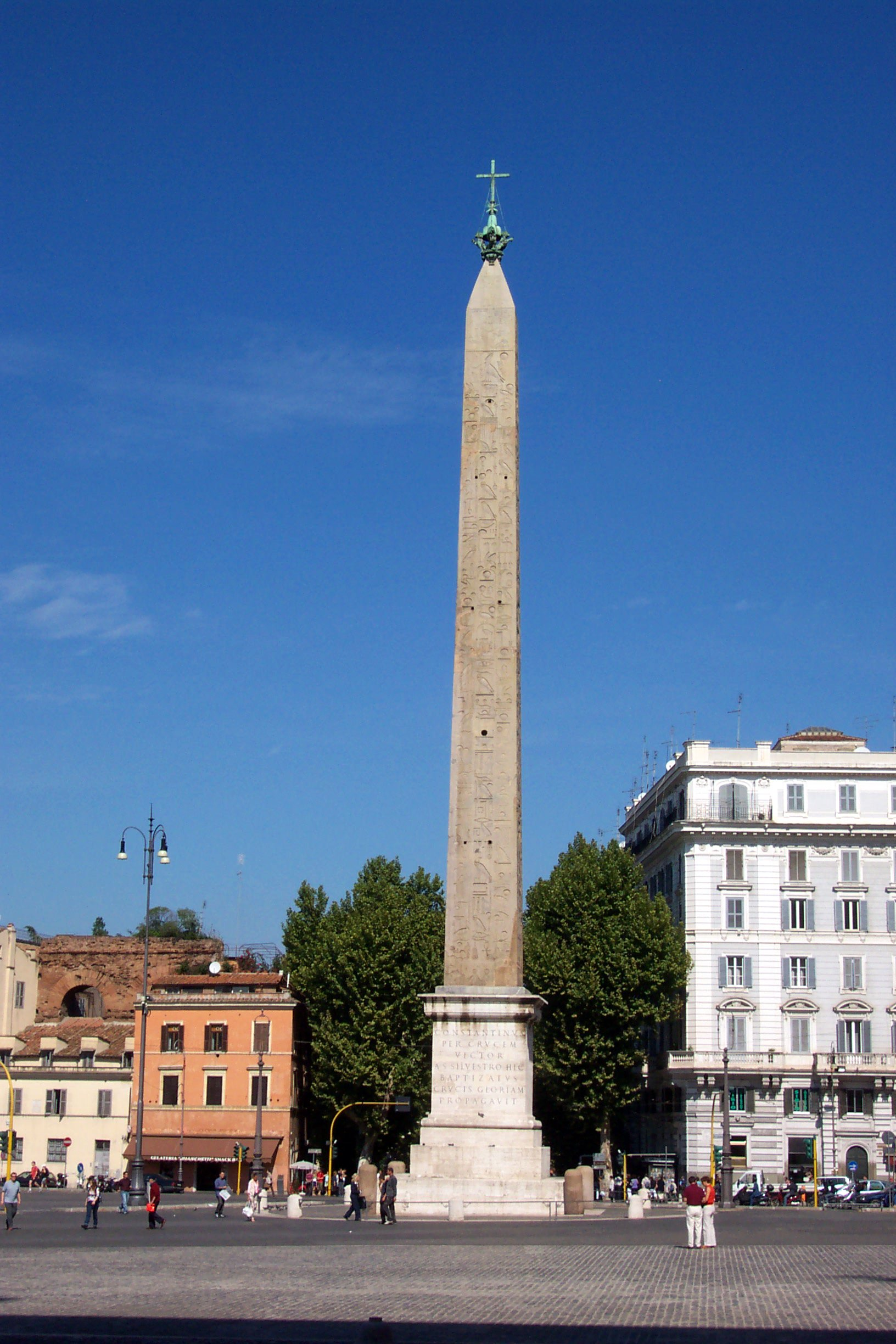
Thotmesz legmagasabb obeliszkje Rómában

A tíz legnagyobb, ma is álló egyiptomi obeliszk közül négynek az állítása fűződik Thotmesz nevéhez, köztük van a legmagasabb obeliszk és a „Kleopátra tűi” néven ismert három obeliszk. Ma ezek egyike sincs Egyiptomban.
A legmagasabb, 32,18 méteres obeliszk a római Piazza San Giovannin áll. Thotmesz második legmagasabb obeliszkje, melyet nagyságban csak a Rómában álló obeliszk, valamint Hatsepszutnak a jelenleg is Karnakban álló obeliszkje előz meg, 28,95 m magas, és ma Isztambulban, az Atmeidanon áll. A „Kleopátra tűi” – melyek egyenként 22,55 m, 21,21 m, és 20,88 m magasak – Párizsban a Place de la Concorde-on, New York Central Parkjában és Londonban, a Temze partján állnak. Felirataikat II. Ramszesz íratta rájuk, így az obeliszkeken az ő neve olvasható.
Thotmesz szobrai stílusukban nagyban hasonlítanak Hatsepszut ábrázolásaihoz; az egyetlen eltérés, hogy Thotmeszt robusztusabbnak, férfiasabbnak ábrázolják.

### Családja

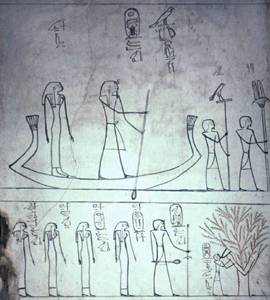
A hajón:: Thotmesz és anyja.
Lent: a gyermek Thotmeszt anyja szoptatja fa alakjában. Mögötte: a fáraó, Meritré, Szatiah és Nebtu királynék és Nofertari hercegnő.

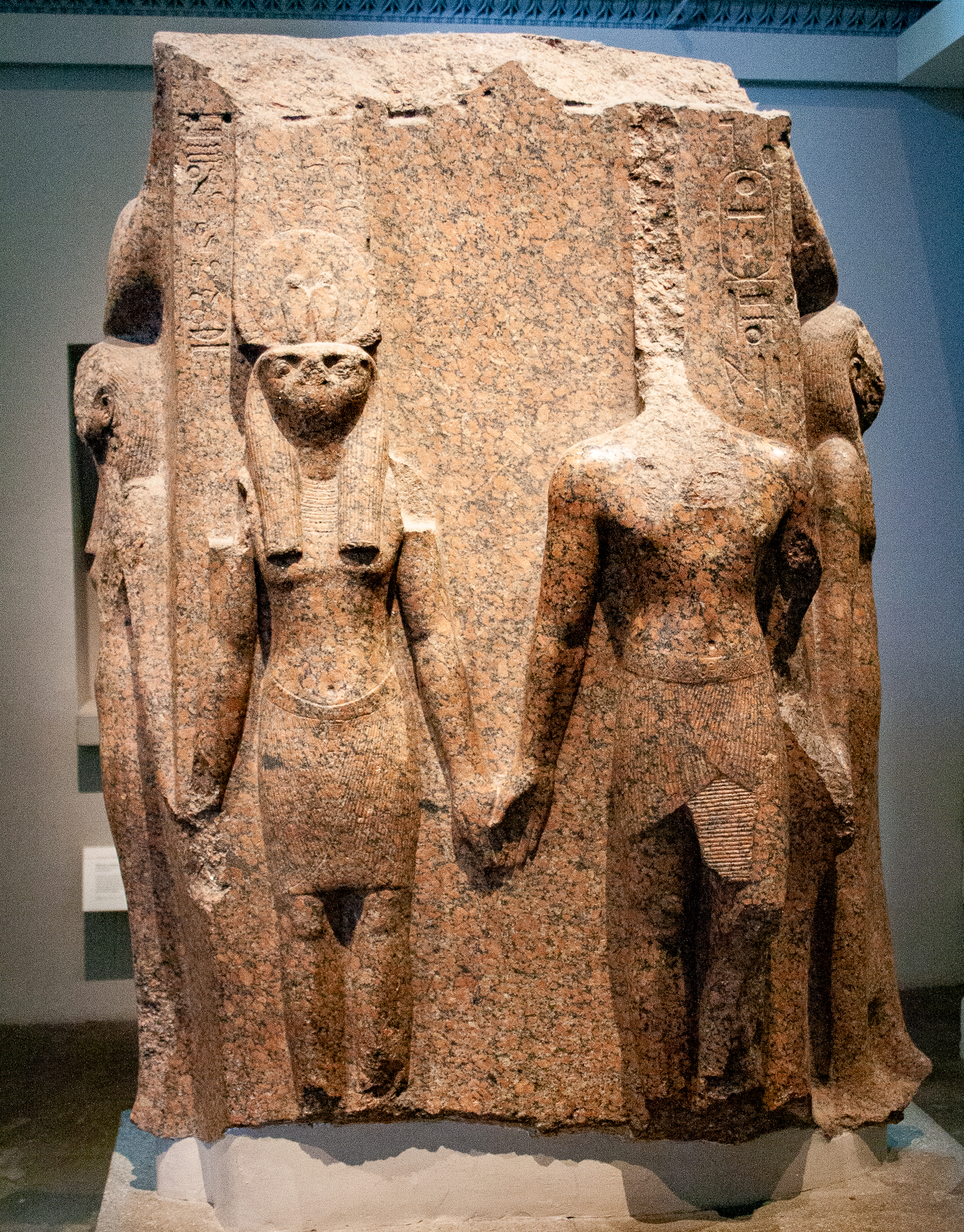
III. Thotmesz valamint Montu-Ra és Hathor istenek ábrázolása domborművön a British Museumban. Mindannyian két-két helyen szerepelnek körben. A fáraó alakját megrongálták

Thotmesz nagy királyi hitvesének Hatsepszut lányát, Nofrurét szánhatták, ő azonban valószínűleg még korábban meghalt. A főfeleség címét így Ipu királyi dajka leánya, Szatiah viselte. Szatiah is úgy hunyt el, hogy nem tudni biztosan, született-e gyermeke, bár lehetséges, hogy Amenemhat trónörökös herceg az ő fia volt.
Amenemhat még apja előtt meghalt, Thotmeszt így Amenhotep nevű fia követte a trónon. Amenhotep anyja a Szatiaht követő nagy királyi hitves, Meritré-Hatsepszut volt, Hui papnő leánya. Meritrének számos más gyermeke is született Thotmesztől, őket ábrázolják nagyanyjuk, Hui egy szobrán: Meritamon, aki örökölte anyjától az Ámon isteni felesége címet, Menheperré herceg, valamint a másik Meritamon, Nebetjunet és Iszet hercegnők.
Thotmesz alacsonyabb rangú feleségei közé tartozik Nebtu királyné, valamint a közös sírba eltemetett Menhet, Menui és Merti, akik valószínűleg szíriai fejedelmek leányai voltak, illetve valószínűleg Nebszemi, akit a fáraó thébai halotti templomában említenek egy gránitszobor töredékén „a király szeretett felesége”-ként. Gyermekei, akiknek nem tudni, hogy ki volt az anyjuk: Nofertari, akit Thotmesz sírjában közvetlenül a királynék mögött ábrázolnak, talán a legidősebb lány volt; valamint Sziamon herceg és Baketamon hercegnő.

## Sírja és múmiája
III. Thotmesz sírja, a Királyok völgye 34-es sír a völgy egy szűk hasadékában található. Bejárata kb. 30 méterrel a földfelszín felett helyezkedik el, csak létrán közelíthető meg.
A sírba lejtős folyosó, majd lépcső, ezt követően újabb folyosó vezet le. Ezután következik a rituális akna. Innen a folyosók tengelyére merőlegesen folytatódik a sír. Kétoszlopos előcsarnok következik, majd ebből egy lépcső vezet le magába a sírkamrába, melyben szintén két oszlop található. Innen négy oldalkamra nyílik. Az előcsarnok díszítései isteneket ábrázolnak, míg a sírkamrában az Amduat Könyve teljes szövegét felírták a falra, az oszlopokon pedig Ré himnuszaiból olvashatóak részletek.
A sírt 1898-ban Victor Loret fedezte fel. Thotmesz múmiája ekkor már nem nyugodott itt a Nut égistennő képével díszített vöröskvarcit szarkofágban; még az ókorban átvitték több más királyi múmiával együtt a DB320-as jelű sírba, ahol 1881-ben találtak rá.
Múmiáját, melyben a sírrablók nagy kárt tettek, ma a kairói Egyiptomi Múzeum őrzi.

## Név, titulatúra
A fáraók titulatúrájának magyarázatát és történetét lásd az Ötelemű titulatúra szócikkben.
| G5 |

| G5 |

| E1 · D40 | N28 | m | S40 | t · O49 |

| E1 · D40 | N28 | m | S40 | t · O49 |

| E1 · D40 | N28 | m | S40 | t · O49 |

| E1 · D40 | N28 | m | S40 | t · O49 |

| G5 |

| G5 |

| E1 · D40 | N28 | m | S40 | t · O49 |

| E1 · D40 | N28 | m | S40 | t · O49 |

| E1 · D40 | N28 | m | S40 | t · O49 |

| E1 · D40 | N28 | m | S40 | t · O49 |

| G16 |

| G16 |

| V29 | sw | t | i | i | ra · Z1 | mi | m | Q3 · X1 · N1 |

| V29 | sw | t | i | i | ra · Z1 | mi | m | Q3 · X1 · N1 |

| G16 |

| G16 |

| V29 | sw | t | i | i | ra · Z1 | mi | m | Q3 · X1 · N1 |

| V29 | sw | t | i | i | ra · Z1 | mi | m | Q3 · X1 · N1 |

| G8 |

| G8 |

| sxm | F9 · F9 | D45 · N28 | Z3 |

| sxm | F9 · F9 | D45 · N28 | Z3 |

| G8 |

| G8 |

| sxm | F9 · F9 | D45 · N28 | Z3 |

| sxm | F9 · F9 | D45 · N28 | Z3 |

| M23 | L2 |

| M23 | L2 |

| ra | mn | xpr |

| ra | mn | xpr |

| ra | mn | xpr |

| ra | mn | xpr |

| ra | mn | xpr |

| ra | mn | xpr |

| ra | mn | xpr |

| ra | mn | xpr |

| M23 | L2 |

| M23 | L2 |

| ra | mn | xpr |

| ra | mn | xpr |

| ra | mn | xpr |

| ra | mn | xpr |

| ra | mn | xpr |

| ra | mn | xpr |

| ra | mn | xpr |

| ra | mn | xpr |

| G39 | N5 | \| \| |
|     |    |       |

|  |

| G39 | N5 | \| \| |
|     |    |       |

|  |

| G26 | ms | nfr | xpr |

| G26 | ms | nfr | xpr |

| G26 | ms | nfr | xpr |

| G26 | ms | nfr | xpr |

| G26 | ms | nfr | xpr |

| G26 | ms | nfr | xpr |

| G26 | ms | nfr | xpr |

| G26 | ms | nfr | xpr |

| G39 | N5 | \| \| |
|     |    |       |

|  |

| G39 | N5 | \| \| |
|     |    |       |

|  |

| G26 | ms | nfr | xpr |

| G26 | ms | nfr | xpr |

| G26 | ms | nfr | xpr |

| G26 | ms | nfr | xpr |

| G26 | ms | nfr | xpr |

| G26 | ms | nfr | xpr |

| G26 | ms | nfr | xpr |

| G26 | ms | nfr | xpr |

## Külső hivatkozások
- Részletes életrajz (angol)
- Thotmesz sírja (angol)
- Thotmesz múmiája (angol, az oldal közepe felé, képekkel)